# Камолиддинов, Бахриддин
Бахриддин Камолиддинов (8 октября 1935, кишлак Пангаз, Таджикская ССР — 13 мая 2020, Душанбе, Таджикистан) — советский и таджикский лингвист, автор трудов, доктор филологических наук, профессор.

## Биография
Родился 8 октября 1935 года в кишлаке Пангаз (ныне — в Аштском районе Согдийской области Таджикистана). Его отец — Камол Юсуфи (участник ВОВ) и мать Турсунбиби Юсуфи работали в местном совхозе. Окончил Педагогическое училище г. Канибадам в 1953 году и Таджикский государственный университет им. В. И. Ленина в 1959 году. С 1959 года работает в Таджикском государственном национальном университете. С 1992 года по 1994 год был проректором по учебной части, с 1994 года по 2011 год заведовал кафедрой стилистики факультета журналистики данного университета.
Б. Камолиддинов — автор многочисленных трудов, которые известны широкому кругу специалистов в Таджикистане и за рубежом. Проводимые им исследования повлияли на развитие таджикского языкознания и заложили основы развития таджикской стилистики. Он является одним из ведущих специалистов в таджикском синтаксисе, и с его именем связано изменение в пунктуации таджикского языка.
Б. Камолиддинов опубликовал свыше 180 научных работ, включая монографии и учебные пособия «Язык и стиль Хакима Карима» (1967), «Стилистика» (1973, переиздавалась в Афганистане в 1978—1985 гг.), «Синтаксическая синонимия и культура речи» (1986), «Культура речи» (1989), «Грамматика современного таджикского языка» (соавторство, 1985—1989, тома 2, 3), «Стилистические особенности морфологии и синтаксиса таджикского языка» 1992), «Стилистика» (соавтор, 1995), «Лексико-грамматические и стилистические ошибки языка таджикской прессы» (2001), «Таджикский язык» (учебник для 11 класса средней школы, 2007), «Литературная норма и язык прессы» (2007), «Ораторское искусство» (2007), «Синтаксис таджикского языка» (учебник для студентов ВУЗов, 2010), «Синтаксическая синонимия и культура речи» (2012).

## Научные интересы
Общетеоретические вопросы синтаксиса, грамматика иранских языков, стилистика, культура речи, литературное редактирование, ораторское искусство, язык прессы, типология близкородственных языков.

## Основные работы
- • Ҳаким Карим: Мухтасаре оид ба ҳаёт, эҷодиёт ва услуби адабӣ. — Душанбе: Ирфон, 1965.
- • Услубшиносӣ. — Душанбе: Ирфон, 1973.
- • Муродифоти синтаксисӣ ва ҳусни баён. — Душанбе: Маориф, 1986.
- • Хусусияти услубии сарфу наҳви забони тоҷикӣ. — Душанбе: Маориф, 1992
- • Сухан аз баҳри дигарон гӯянд. — Душанбе: Интернюс, 2001.
- • Сухан гуфтию дурр суфтӣ ё рӯбарӯ бо микрофон. — Душанбе, 2007.
- • Меъёри забони адабӣ ва забони матбуот. — Душанбе, 2007.
- • Синтаксическая синонимия в современном таджикском литературном языке. — Душанбе, 2012.
- • Чанд мушкили гузоштан ё нагузоштани аломати вергул. — Душанбе, 2015.